# جوزيف وولف
جوزيف وولف (بالألمانية: Joseph Wulf)‏ هو مؤرخ العصر الحديث ‏ ومؤرخ بولندي وألماني، ولد في 22 ديسمبر 1912 في كيمنتس في ألمانيا، وتوفي في 10 أكتوبر 1974 في تشارلوتنبرغ في ألمانيا بسبب سقوط.

## وصلات خارجية
- جوزيف وولف على موقع قاعدة بيانات الفيلم (الإنجليزية)